# Ely

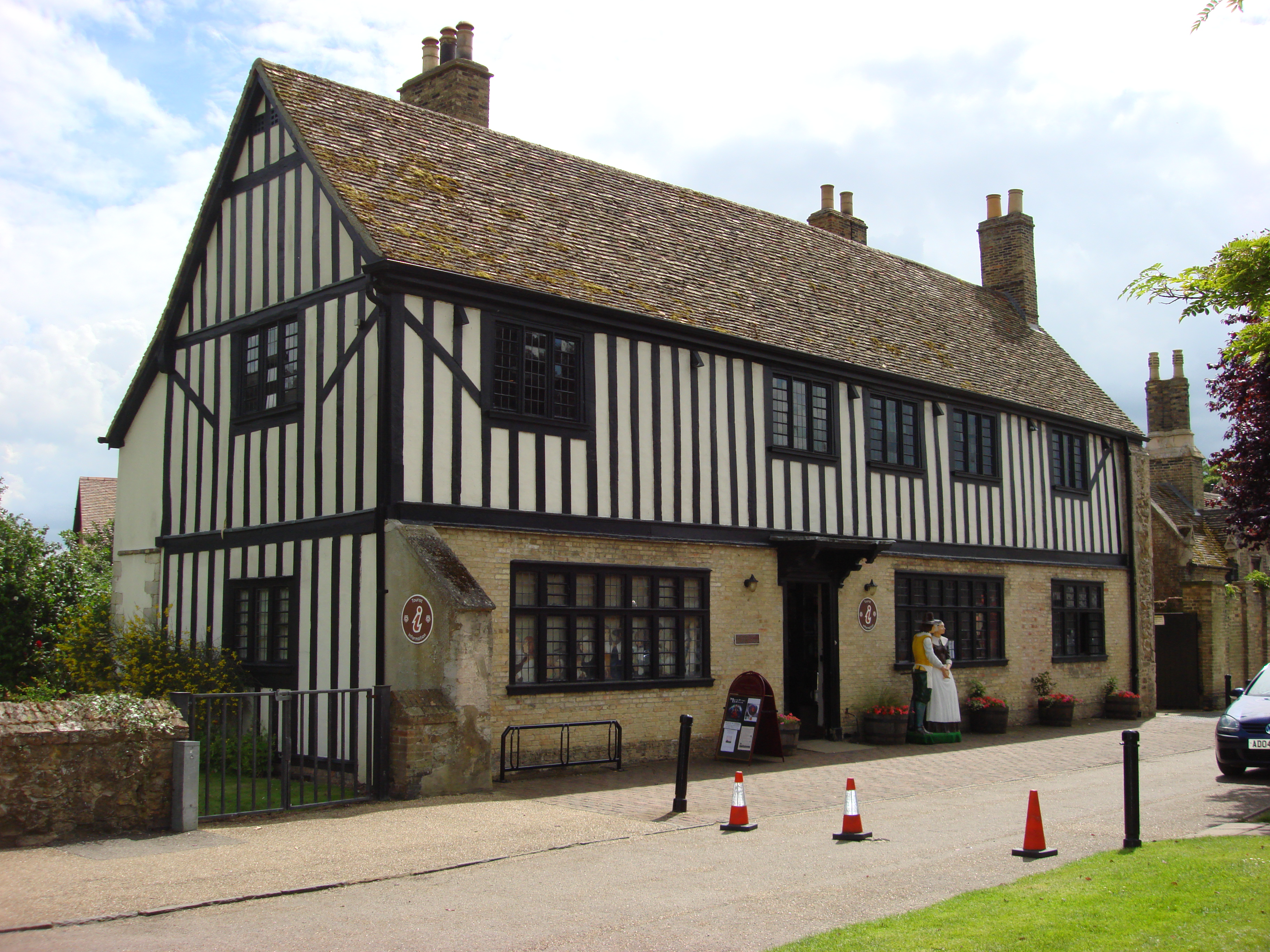
Dom Olivera Cromwella w Ely

Ely (wym. /ˈiːli/) – miasto i civil parish w Wielkiej Brytanii, we wschodniej Anglii, w hrabstwie Cambridgeshire, dystrykcie East Cambridgeshire, położone w krainie historycznej Isle of Ely. W 2001 roku miasto liczyło 13 954 mieszkańców. W 2011 roku civil parish liczyła 20 256 mieszkańców. Ely jest wspomniane w Domesday Book (1086) jako Ely/Eli.

## Zabytki
- romańsko-gotycka katedra z XI-XIV wieku zbudowana w miejscu klasztoru założonego w VII wieku[5] przez królową Nortumbrii św. Edeltrudę;
- pałac biskupi z XVIII wieku.

## Miasta partnerskie
- Ribe